# Haltepunkt Kelkheim-Münster
Der Haltepunkt Kelkheim-Münster an der Königsteiner Bahn liegt im Kelkheimer Stadtteil Münster, am westlichen Rand von Frankfurt am Main.

## Geschichte
Am 20. Februar 1902 wurde mit Einweihung der Kleinbahnstrecke von Königstein nach Höchst der Bahnhof Kelkheim-Münster in Betrieb genommen. Er besaß ein Kreuzungsgleis für sich begegnende Züge, ein Güterschuppengleis und ein Freiladegleis und insgesamt sechs Weichen.
Nach der Eingemeindung Münsters nach Kelkheim wurde der Bahnhof Münster 1938 in Kelkheim-Süd umbenannt und 1946 in Kelkheim-Münster.
1980 wurden die regelmäßigen Zugkreuzungen an den Bahnhof Kelkheim verlegt und das Kreuzungsgleis in Münster obsolet. 1981 wurden in Vorbereitung eines S-Bahn-ähnlichen Verkehrs Hochbahnsteige gebaut. Das Kreuzungsgleis und das noch vorhandene Gütergleis wurden 1985 abgebaut. Seitdem ist der Bahnhof nur noch ein Haltepunkt.

## Empfangsgebäude

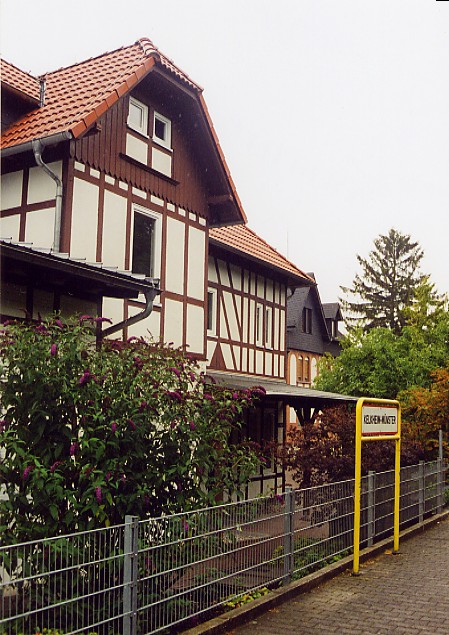
Empfangsgebäude

1990 erwarb die Stadt Kelkheim das Gebäude von der Frankfurt-Königsteiner Eisenbahn AG, um es zu einem Kulturzentrum auszubauen. In der Folgezeit wurde das Gebäude mit anliegendem Lagerhaus aufwendig umgebaut und in einen Kulturtreff umfunktioniert. Dieser konnte am 21. Februar 1996 seinen Betrieb aufnehmen und wird seither von der Kulturgemeinde Kelkheim e. V., der VHS Kelkheim, dem Kulturreferat der Stadt Kelkheim sowie für private Veranstaltungen genutzt. Er verfügt neben zwei Tagungsräumen auch über einen größeren Saal, der sich im ehemaligen Lagergebäude befindet.
Das Empfangsgebäude ist ein Kulturdenkmal nach dem Hessischen Denkmalschutzgesetz.

## Betrieb
Die Hessische Landesbahn (HLB) betreibt die Königsteiner Bahn im Netz des Rhein-Main-Verkehrsverbundes als RMV-Linie 12. Um die Linie attraktiver zu machen, verkehrt sie heute zusätzlich über die Taunus-Eisenbahn zwischen Frankfurt-Höchst und dem Frankfurter Hauptbahnhof. Sie stellt nun eine wichtige Ergänzung zur S-Bahn Rhein-Main dar. Der Frankfurter Verkehrsverbund (FVV) führte die Linie zwischen 1989 und 1995 unter der Bezeichnungen K-Bahn.
Die Züge der HLB verkehren werktags im Halbstundentakt, sonn- und feiertags nur im Stundentakt. Aus betrieblichen Gründen fahren die Züge zu den Verkehrsspitzenzeiten überwiegend als RMV-Linie 15 von/nach Grävenwiesbach/Brandoberndorf.
| Linie | Verlauf | Takt                                       |
| ----- | --- | ------------------------------------------ |
| RB 12 | Königsteiner Bahn: Frankfurt (Main) Hbf – Frankfurt-Höchst – Unterliederbach – Liederbach Süd – Liederbach – Kelkheim-Münster – Kelkheim – Kelkheim-Hornau – Schneidhain – Königstein (Taunus) Stand: Fahrplanwechsel Dezember 2022 | 30 min (werktags) 60 min (sonn-/feiertags) |